# The Gathering of the Juggalos
The Gathering of the Juggalos (GOTJ, Собрание джаггало) — ежегодный музыкальный фестиваль, проводимый звукозаписывающей студией Psychopathic Records, на котором выступают все артисты, записываемые этой компанией, а также многочисленные популярные музыкальные группы и андеграунд-исполнители. Фестиваль был основан Робертом Брюсом, группой Insane Clown Posse (Джозефом Брюсом (он же Violent J) и Джозефом Ютслером) и их лейблом в 2000 году. На фестивале выступают группы, исполняющие музыку в стилях хип-хоп и рок, но большинство из них работают в направлениях хорроркор и хардкор-рэп – подобно артистам лейбла Сайкопатик Рекордз.
«Вудсток джаггало», как прозвал фестиваль Violent J, длится четыре дня, на протяжении которых проводятся концерты, караоке, реслинг, игры, конкурсы, автограф-сессии и семинары с артистами.

## История

### Начало (2000—2002 гг.)
Фестиваль «The Gathering of the Juggalos» был создан в 2000 году, когда Роб Брюс организовал мероприятие для встречи всех джаггало — идея, которая долго вынашивалась группой Insane Clown Posse.
Первый фестиваль состоялся в экспоцентре города Нови (штат Мичиган) и длился два дня, собрав более 7000 поклонников. На фестивале проводились концерты и реслинг, организованный промоушеном Juggalo Championship Wrestling. Вечером в заключительный день фестиваля группа Insane Clown Posse во время своего выступления позволила всем джаггало подняться на сцену, и около 300 поклонников ринулись к группе. Концерт был внезапно остановлен руководством экспоцентра после превышения лимита времени на 30 минут.

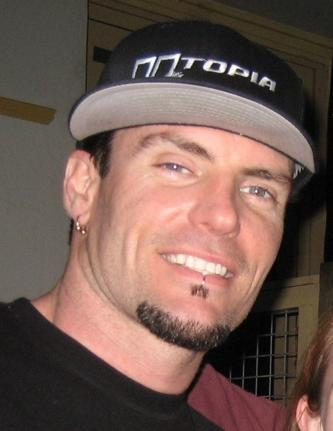
Vanilla Ice выступил на большинстве фестивалей «The Gathering of the Juggalos».

Второй фестиваль был проведён в городе Толидо (штат Огайо) в Seagate Center и длился три дня, собрав около 6600 человек. Среди приглашённых артистов были: The Suicide Machines, Marz, Three 6 Mafia, Vanilla Ice, и Bone Thugs-n-Harmony. Организация Juggalo Championship Wrestling провела несколько матчей, главным из которых был поединок между Сабу и Вампиро.
Как и в предыдущем году, сотни поклонников оказались на главной сцене во время выступления Insane Clown Posse. Однако на этот раз ICP вынуждены были бежать со сцены, которая вскоре не выдержала и рухнула. Фестиваль завершился рано, и дуэт не успел открыть свою Шестую Карту Джокера. На следующий день местные газеты сравнили событие с «восстанием».
Третий фестиваль был проведён в административном центре города Пеория (штат Иллинойс) и длился четыре дня, собрав более 8000 человек. На фестиваль были приглашены Esham, Ghoultown, Mack 10, Primer 55 и Bubba Sparxxx. Баббу Спаркса освистали, и с тех пор, если на последующих фестивалях кого-то освистывали, то говорили, что артист получил «Премию Баббы Спаркса». Esham во время выступления объявил, что подписал контракт с Сайкопатик Рекордз. Шестая Карта Джокера была раскрыта на двух отдельных семинарах, проведённых Вайлент Джеем:  The Wraith: Shangri-La и Hell's Pit. Второй семинар, который подробно рассказывал о восхождении группы ICP к вершине славы, был снят на видео и издан на DVD.
Когда полиция попыталась помешать женщинам, присутствовавшим на мероприятии, обнажать грудь, толпа взбунтовалась. Полиция применила слезоточивый газ и «перечные» шары против окружающей толпы, спровоцировав массовый беспорядок. Руководители лейбла Сайкопатик Рекордз Роб Брюс и Алекс Абисс провели переговоры с полицией, и фестиваль был продолжен после 30-минутного проветривания.

### Расширение и развитие (2003—2006 гг.)
Четвёртый фестиваль (в 2003 году) был впервые проведён на открытом воздухе. Событие состоялось в парке Nelson Ledges Quarry Park, известном под названием «Кристальный лес», близ города Гарреттсвиль (штат Огайо) и продлилось пять дней. Также программа фестиваля впервые продолжалась круглые сутки. Среди приглашённых гостей были Bushwick Bill, Dope и Killah Priest. Помимо проведения матчей реслинга Mad Man Pondo организовал Школу реслинга Mad Man Pondo. Хоть жители Гарреттсвиля и вызывали полицию несколько раз для присмотра за шумным мероприятием, Фестиваль прошёл без проблем.

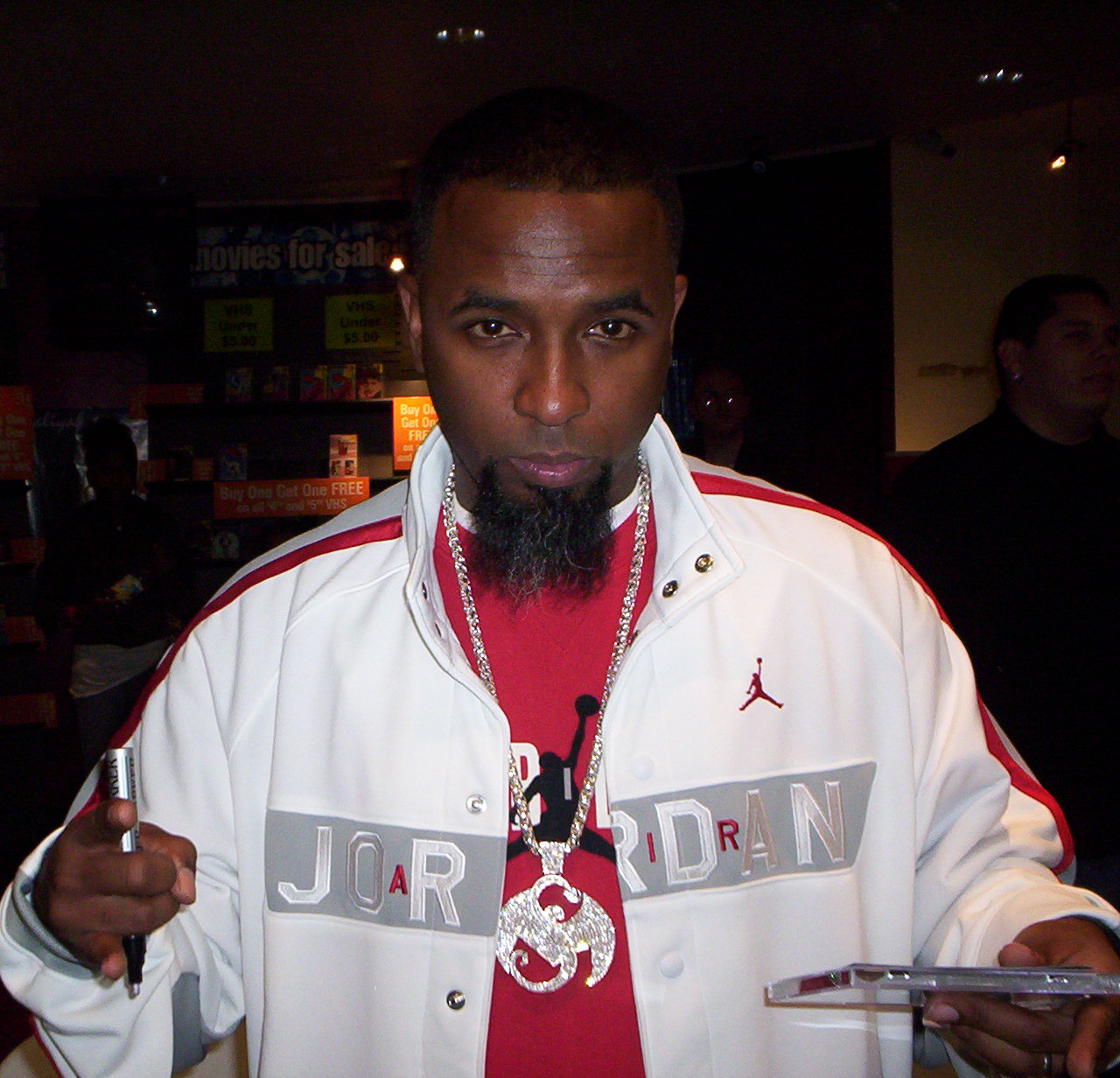
Tech N9ne — частый гвоздь программы фестиваля

Пятый фестиваль (2004 г.) снова прошёл в Гарреттсвиле и собрал более 5000 человек. В этот раз были приглашены Ol' Dirty Bastard, Kurupt, Tech N9ne и Wolfpac. Джаггало освистали Kurupt'a, который в ответ бросил микрофон в толпу. Bone Thugs-n-Harmony впервые воссоединились после нескольких месяцев и удивили своим выступлением в первую ночь. Juggalo Championship Wrestling проводили матчи ежедневно и представили нескольких признанных реслеров.
Шестой фестиваль (2005 г.) был в третий раз проведён в Гарреттсвиле. Гостями фестиваля были 2 Live Crew, Powerman 5000, Manntis и Mini Kiss. Также был приглашён для выступления юморист Чарли Мэрфи. На фестивале был проведён заключительный этап конкурса Underground Psychos, победители которого Axe Murder Boys подписали контракт с Psychopatic Records. Juggalo Championship Wrestling организовали состязание «JCW против TNA», на котором реслеры JCW выступили против реслеров TNA.
Владелец парка Quarry Park выгнал фестиваль со своей территории позже в этом же году, заявив: «Сайкопатики нарушили некоторые правила, оговорённые для последнего фестиваля, в том числе допустили оглушительное звучание музыки всю ночь». Среди других проблем он также упомянул «наркотики, алкоголь, наготу, богохульство и мусор».
Седьмой фестиваль сначала планировалось провести в поселении Бруклин (штат Мичиган), однако правление района Вудсток отказало лейблу в разрешениях, необходимых для проведения фестиваля. 18 апреля Сайкопатик Рекордз объявили о проведении фестиваля в городе Патаскала, штат Огайо на ранчо Frontier. На фестивале выступило более 100 групп. Среди исполнителей, выступивших на главной и второй сцене, были Drowning Pool, Digital Underground, Rehab, Too $hort, Intricate Unit, Bobaflex и Vile.

### Сейчас (2007 г. — до настоящего времени)
Восьмой фестиваль прошёл в Кейв-Ин-Рок (штат Иллинойс) в палаточных лагерях Хогрок, собрав более 8000 поклонников и длился четыре дня. Как и в предыдущем году, фестиваль посетили более 100 групп. На главной и второй сценах выступили Ying Yang Twins, Necro, Haystak, Zug Izland, Prozak, Mushroomhead, и Insane Poetry. Из приглашённых юмористов был Joey Gay. Anybody Killa объявил о своём возвращении на Psychopathic Records. С 2007 года все фестивали проводились в палаточных лагерях Хогрок.
Девятый фестиваль посетили Afroman, Andrew W.K., Ice-T и Bizarre. Фестиваль был снят на видео и выпущен как документальный фильм «A Family Underground» 12 мая 2009 года.

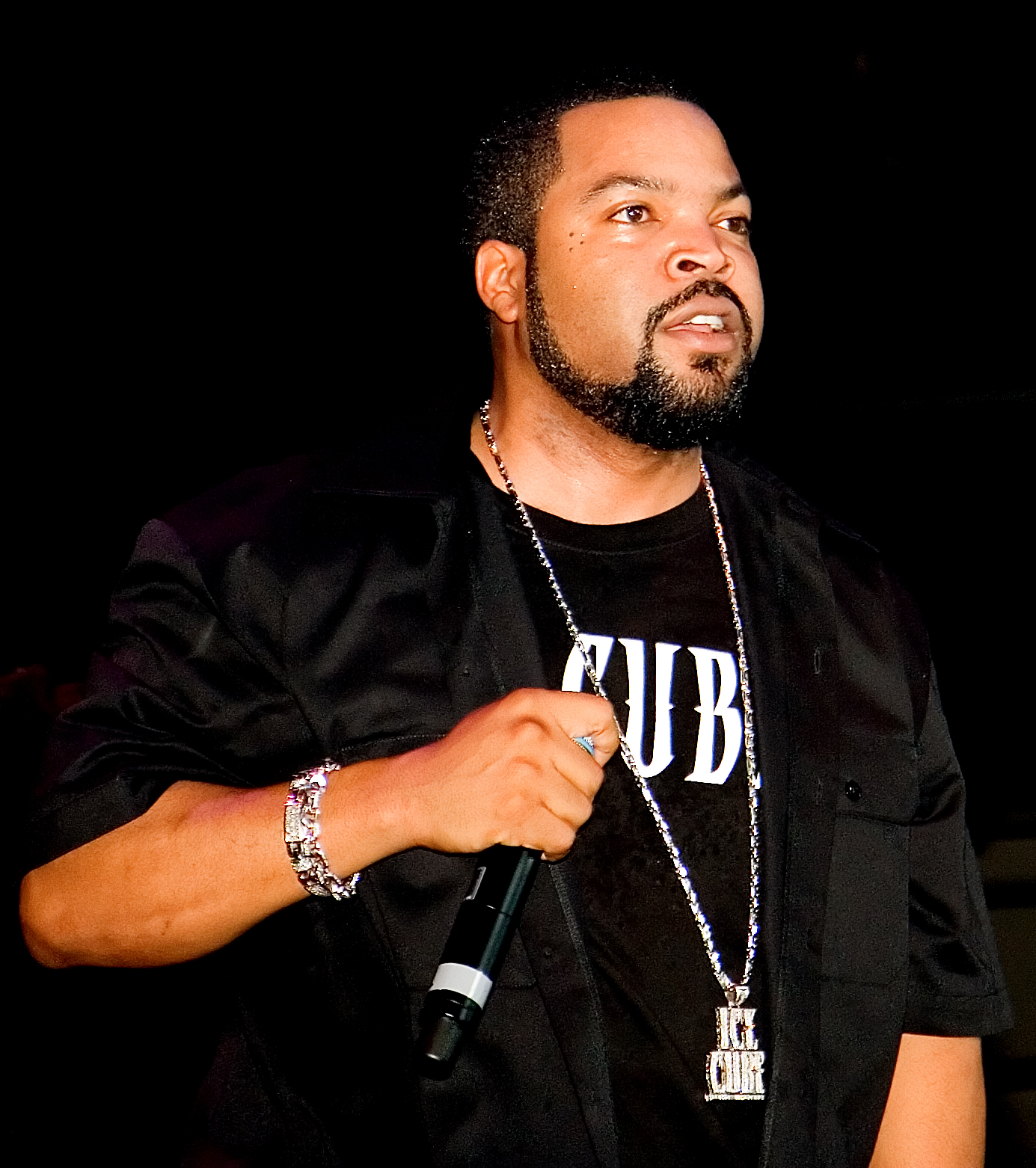
Ice Cube открывал десятый фестиваль.

Десятый фестиваль отметился как самый посещаемый за всю историю: на нём присутствовало более 20 000 человек. На фестивале выступили более 120 исполнителей, в том числе такие звёзды, как Ice Cube, GWAR, Coolio и Scarface. Insane Clown Posse исполнили новые песни «Juggalo Island» и «Bang! Pow! Boom!» из грядущего на то время альбома «Bang! Pow! Boom!». Из юмористов выступили Джимми Уокер и Поли Шор. Был представлен и показан дважды трейлер фильма Big Money Rustals.
11-й фестиваль проходил с 12 по 15 августа 2010 г. в Кейв-Ин-Рок, штат Иллинойс. На фестивале состоялась презентация комедии-вестерна Big Money Rustals. Среди приглашённых гостей были: Naughty by Nature, Spice 1, Method Man & Redman, Above the Law и Warren G. «Ночной девичник» (Ladie's Night), который вёл Sugar Slam, включал выступления Kisa, Lil V, III E. Gal и Tila Tequila. Shaggy 2 Dope провёл вечеринку «Олд-скул супер джем от Шегги», где выступил диджеем, а также представил выступления Tone Lōc и Rob Base. Из приглашённых юмористов были: Tom Green, Gallagher, и Ron Jeremy. Состоялись также 5 реслинг-шоу.
В 2011 году было объявлено, что 12-й фестиваль будет снова проведён в Кейв-Ин-Роке, штат Иллинойс 11-14 августа. Впервые концерты будут вести такие знаменитости, как Чарли Шин, Flavor Flav Dustin Diamond и Jumpsteady. Выступят все участники лейбла Psychopatic Records, а также такие звёзды, как Busta Rhymes, Mystikal, Juvenile, Lil Jon, Джордж Клинтон и Parliament Funkadelic, Paul Wall, Saliva, Ice Cube, Xzibit, Tech N9ne, the Kottonmouth Kings, and Paris.

## Исполнители

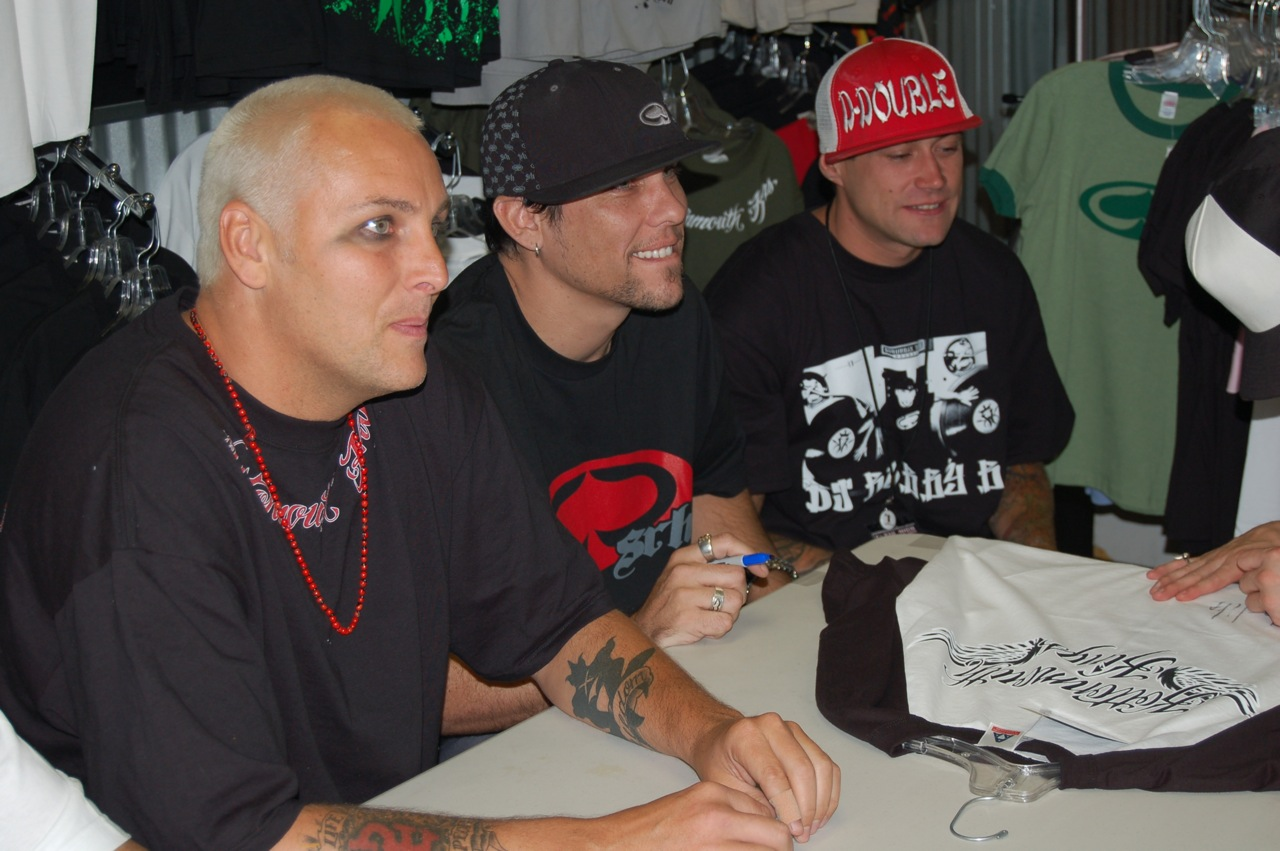
Kottonmouth Kings выступали на первом фестивале и на многих других.

За все эти годы на фестивале выступили несколько сотен исполнителей. Помимо артистов самого лейбла постоянными гостями фестиваля стали такие известные исполнители, как: Project Born, Kottonmouth Kings, Bone Thugs-n-Harmony, Vanilla Ice, Zug Izland, Esham, Tech N9ne, Wolfpac, 2 Live Crew, Rehab, Necro, Haystak, King Gordy, Prozak, Three 6 Mafia, Afroman, Bizarre, Big B и Coolio.
На фестивале выступали также: Mack 10, Bubba Sparxxx, Dope, Killah Priest, Bushwick Bill, Ol' Dirty Bastard, Kurupt, Powerman 5000, Digital Underground, Drowning Pool, Too $hort, Ying Yang Twins, Mushroomhead, Andrew W.K., Ice Cube, GWAR, Scarface, Naughty by Nature, Spice 1, Method Man & Redman, Above the Law, Warren G, Tila Tequila, Tone Lōc и Rob Base.

## Мероприятия
Помимо музыкальных концертов, фестиваль также проводит множество других развлекательных мероприятий. На всей территории можно: кататься на аттракционах, играть на игровых автоматах, совершить полёт на вертолёте. Среди других развлечений: джаггало-караоке, фристайлы, выступления юмористов, реслинг девушек, облитых маслом, конкурс мокрых футболок, конкурс Мисс Джагалетта и разведение костров. Автограф-сессии и семинары проводят: Juggalo Championship Wrestling, Майк Кларк, Axe Murder Boyz, Blaze Ya Dead Homie, Anybody Killa, Boondox, Twiztid и Insane Clown Posse.
Поздно ночью также проводятся: «Девичник» (Ladies Night) c Sugar Slam, вечеринка «Убийственный микс от Майка И. Кларка», Домашняя вечеринка «Пузырь» от DJ Clay, «Олд-скул супер джем» от Шегги и «Майклджексоновско-луннопоходковая разрывная барбекю-пижамная вечеринка» от Вайлент Джея. Профессиональный рестлинг с самого начала был неотъемлемой частью феста. Организация Juggalo Championship Wrestling на каждом фестивале проводит матчи JCW Try-Outs, Oddball Wrestling, Flashlight Wrestling и Bloodymania.

## Внешние ссылки
- Official website